# Podenco portugués

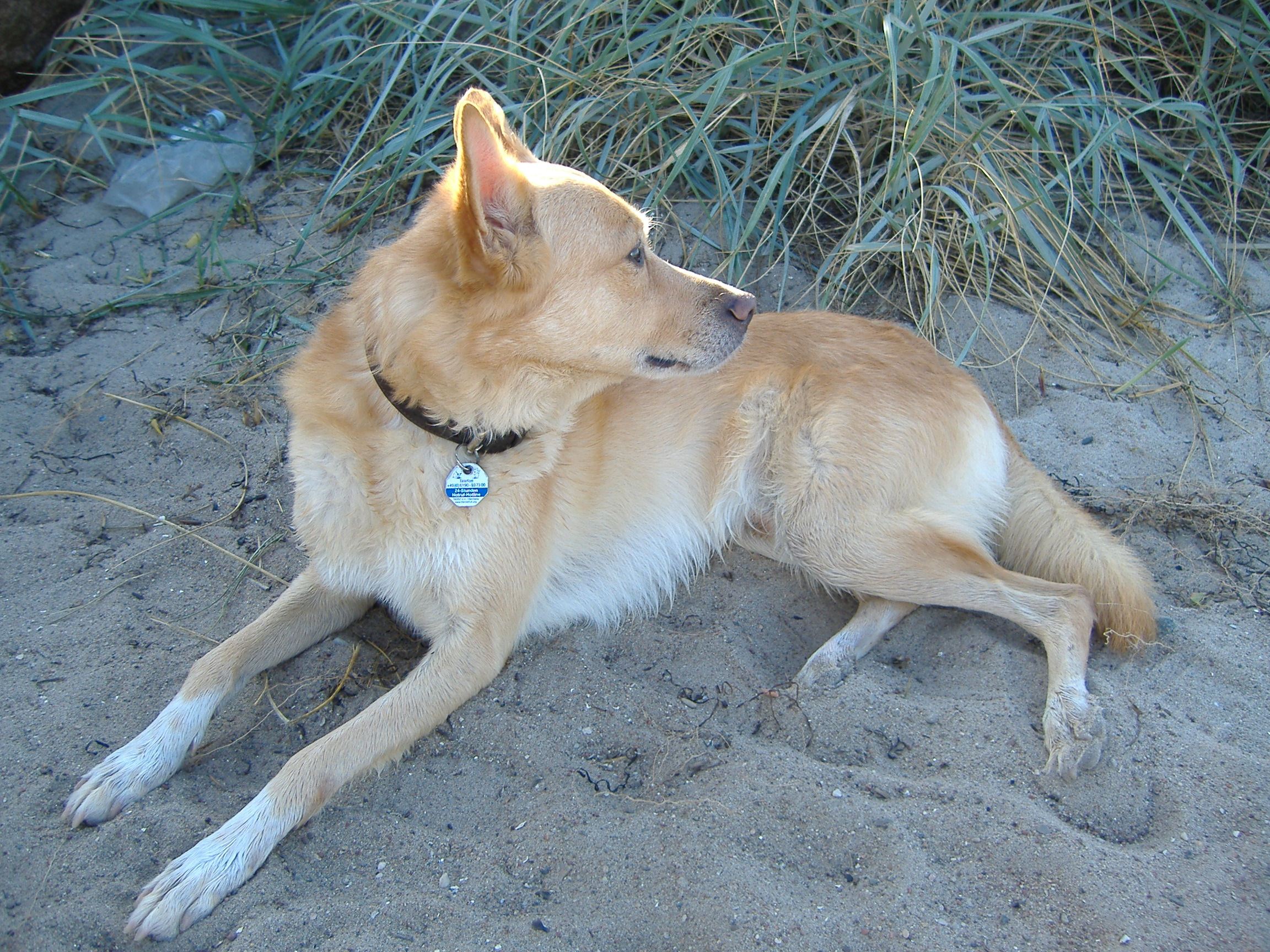
Podenco portugués medio.

El podenco portugués (en portugués, Podengo Português) es una raza de perro lusa empleada tradicionalmente para la caza del conejo.
Existen tres tipos de esta raza de podenco: de tamaño grande, mediano y pequeño. También hay dos tipos de pelaje.